# HHhH
HHhH (acrónimo de «Himmlers Hirn heißt Heydrich», en alemán «el cerebro de Himmler se llama Heydrich») es una novela histórica del autor francés Laurent Binet publicada en 2010.
Obtuvo en premio Goncourt en la modalidad de primera novela en 2010.

## Argumento

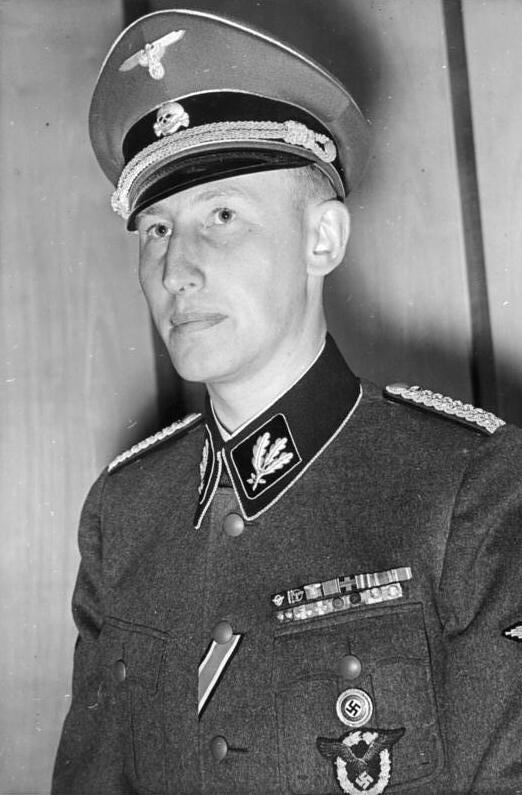
Reinhard Heydrich en 1940.

El libro es una novela histórica que transcurre en la II Guerra Mundial. La trama principal es la biografía del dirigente nazi Reinhard Heydrich, segundo de las SS y jefe de la Gestapo, que en 1942 convocó y presidió la Conferencia de Wannsee, donde se planificó el exterminio de los judíos de Europa. Heydrich, apodado por sus propios hombres de las SS «la bestia rubia», fue durante la guerra nombrado de facto Protector de Bohemia y Moravia, territorio de la actual República Checa, fijando su sede en la ciudad de Praga y llevando a cabo una violenta represión contra los checos.
De la biografía de Heydrich la novela desarrolla especialmente la Operación Antropoide, una conspiración organizada por la resistencia checa exiliada en Londres con el objetivo de realizar un atentado en Praga en el que asesinar a Heydrich.
La novela incluye entre los hechos históricos numerosos pasajes situados en la actualidad en los que el autor reflexiona sobre su propia novela, resaltando las dificultades que existen para un autor de novela histórica cuando tiene que decidirse entre introducir elementos ficticios o restringirse exclusivamente a la restitución de los hechos probados.

### Cambios en la edición
Entre las reflexiones que el autor realiza sobre la propia novela se incluía una crítica, de aproximadamente 20 páginas, sobre la novela Las benévolas de Jonathan Littell, otra novela histórica sobre las SS que había recibido el prestigioso Premio Goncourt, en este caso en la edición general, en 2006.
El editor obligó a Binet a retirar la extensa crítica antes de publicar el libro, quedando en la edición definitiva tan sólo algunas frases, en las que se critica principalmente que Littell introdujera personajes inventados en una novela histórica. Para Laurent Binet el crear desde la cultura actual personajes que vivieron durante la II Guerra Mundial es un error, ya que el personaje acaba impregnándose del pensamiento posterior a la época en la que vivió, lo que le lleva a calificar la novela Las benévolas como «Houellebecq entre los nazis».
Las páginas eliminadas fueron posteriormente publicadas en una web de crítica literaria.
También fue objeto de cambio el título de la obra. El autor propuso «Operación Antropoide» o «Antropoide», según se recoge en la propia novela, pero el editor temía que se confundiera con un libro de ciencia ficción.

## Acogida
El libro recibió una cálida acogida, tanto por la calidad de la escritura como por los aspectos formales. Recibió en 2010 el Premio Goncourt en su edición de primera novela y fue elegida uno de los mejores libros del año por la revista francesa Lire. En 2011 recibió el premio de los lectores de libro de bolsillo de Francia.

## Adaptaciones
- The Man with the Iron Heart (2017), película dirigida por Cédric Jimenez